# DB-Baureihe 259
Unter der Bezeichnung Baureihe 259 wurden bei der Deutschen Bundesbahn und der Deutschen Bahn AG verschiedene Diesellokomotiven eingereiht, die zu Probezwecken angemietet wurden.

## 259 001
Von Juli 1970 bis Februar 1973 mietete die Deutsche Bundesbahn vom Transportation Corps der US Army eine bei Baldwin gefertigte Whitcomb RS-4-TC. Die Lok mit der Nummer 4010 wurde 1953 mit der Fabriknummer 61240 fertiggestellt. Eingesetzt wurde die Lokomotive im Bereich des Rangierbahnhofes Mannheim. Heute befindet sich die Lokomotive im Kentucky Railway Museum.

## 259 001–005
In den Jahren 1982 bis 1985 mietete die Deutsche Bundesbahn fünf verschiedene Rangierlokomotiven, um mögliche Nachfolger für die zum damaligen Zeitpunkt etwa 25 Jahre alten V 60 zu erproben. Vier der Loks waren dieselelektrisch, lediglich eine besaß einen dieselhydraulischen Antrieb. Sie erhielten für die Zeit des Einsatzes bei der DB keinen Neulack in deren Farben, sondern behielten die vom Hersteller gewählte, meist orange/gelbe Farbgebung.
259 001 (Zweite Belegung)

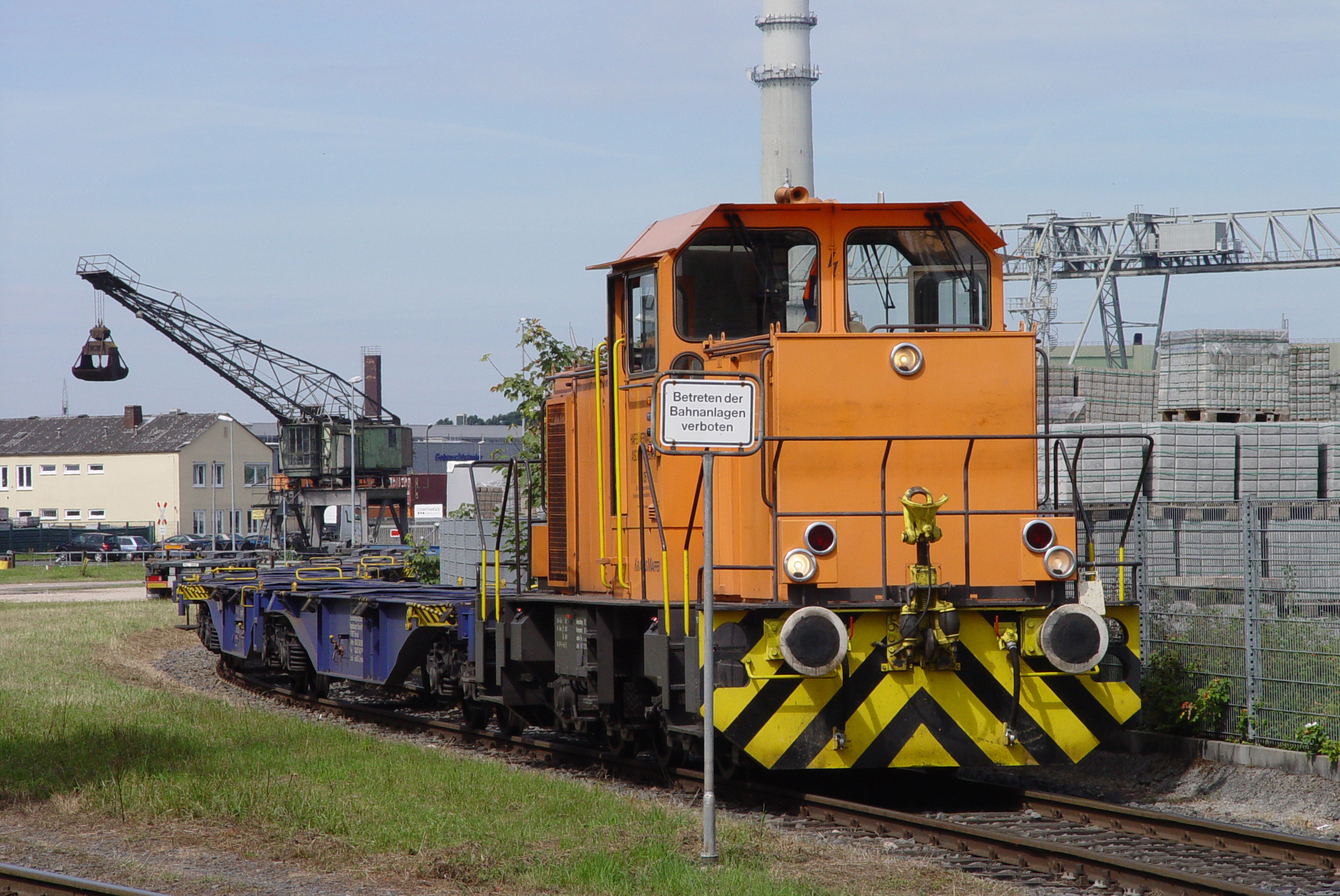
Die ehemalige 259 001 im Einsatz im Hafen Aschaffenburg

Bei der 259 001 handelte es sich um eine Lok des Typs Krauss-Maffei ME 05, die zuvor bereits ein Jahr als Vorführlok des Herstellers eingesetzt worden war. Sie wurde vom 8. März bis zum 25. September 1982 im Raum München eingesetzt. Auf der Fahrzeugschau „150 Jahre Deutsche Eisenbahnen“ in Bochum-Dahlhausen vom 3. bis 13. Oktober 1985 wurde mit ihr die Funkfernsteuerung vorgeführt; auch nahm sie an den Jubiläumsparaden 1985 in Nürnberg teil. Nach diesen Einsätzen gelangte sie zur Aschaffenburger Hafenbahn, die sie im Jahr 2010 an einen Lokhändler in Schweden verkaufte.
259 002
Die Lok mit der Nummer 259 002 gehörte zum Typ MaK DE 501 und war vom 11. September 1982 bis zum 5. Februar 1983 bei der Deutschen Bundesbahn im Einsatz. Sie wurde nach dem Probeeinsatz zunächst vom Hersteller weiter vermietet, bis sie 1986 zur RAG kam, wo sie bis 2008 unter der Nummer 559 im Einsatz stand. Heute befindet sie sich im Besitz der Voith Turbo Lokomotivtechnik.
259 003
Die Nummer 259 003 trug vom 5. März bis zum 9. Juli 1983 eine Lok des Typ Gmeinder DE 500 C der Firma Gmeinder, die ebenfalls im Raum München erprobt wurde. Sie gelangte nach dem Probeeinsatz an ein Schwefelwerk in Norddeutschland und ist seit 2003 bei einem Lokomotivenhändler abgestellt.
259 003 (Zweite Belegung)
Im Jahr 1997 wurde eine Lokomotive des Typ EMD JT26CW-SS (Class 59) erprobt.
259 004

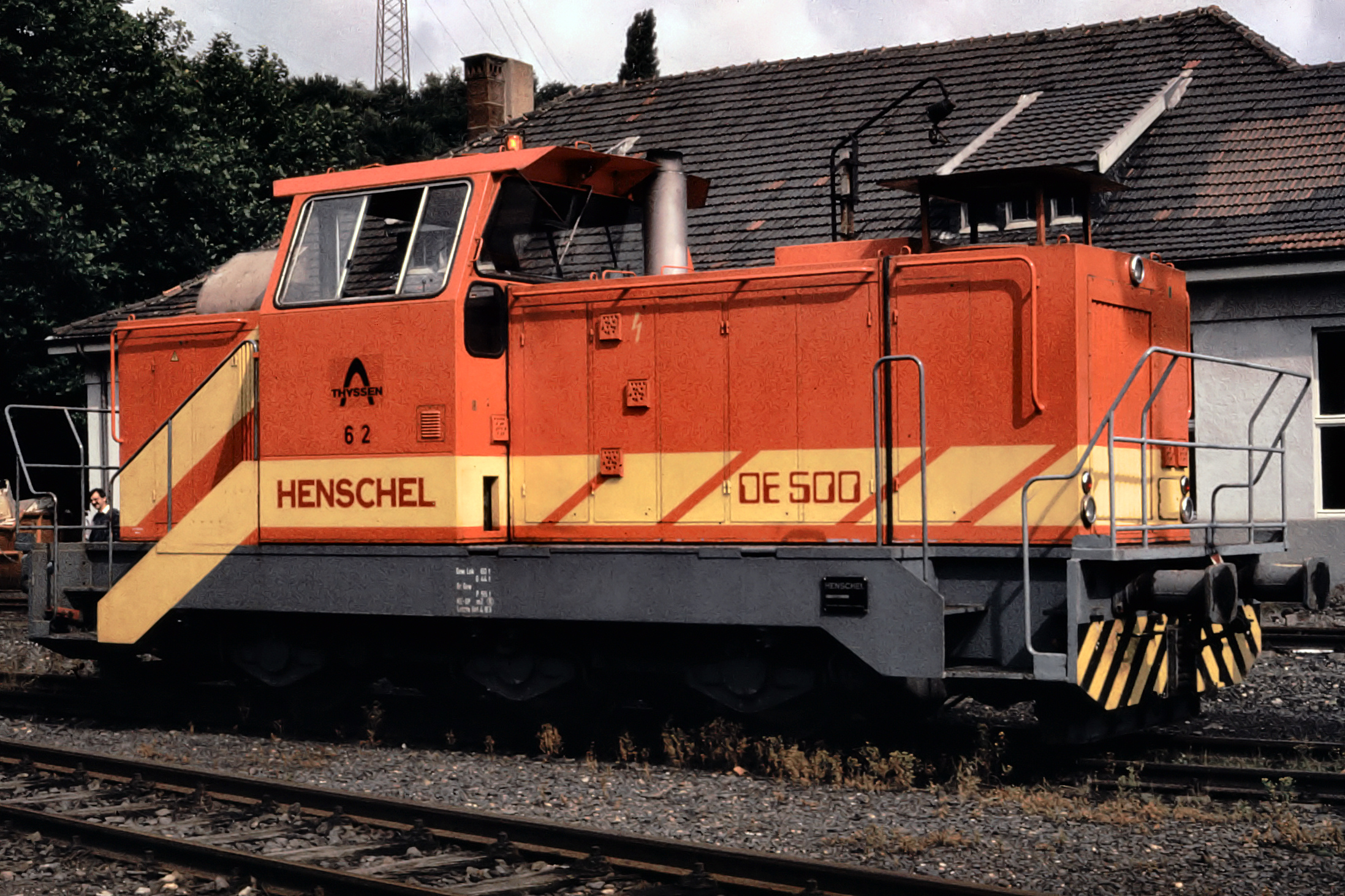
Eine Henschel DE 500 C (baugleich zur 259 004)

Äußerlich deutlich von den anderen Lokomotiven unterschied sich die 259 004, eine Henschel DE 500 C, die vom 8. September bis 19. Dezember 1983 eingesetzt wurde. Gegenüber dem recht einheitlichen Orange der anderen Maschinen trug sie eine rotorange Lackierung mit gelben Zierstreifen, auf denen der Name des Herstellers und die Typbezeichnung zu lesen waren. Nach dem Probeeinsatz und einem Mieteinsatz gelangte sie zur Hafenbahn der Koblenzer Stadtwerke, die sie seitdem unter der Nummer DE 1 einsetzen.
259 005
Die fünfte Lokomotive, 259 005, war wiederum eine Industrielokomotive aus dem Fertigungsprogramm von Krauss-Maffei, gegenüber der dieselelektrischen ME 05 handelte es sich hier jedoch um die dieselhydraulische MH 05. Sie wurde vom 18. Dezember 1984 bis zum 30. April 1985 bei der DB eingesetzt und gelangte danach über einen Händler zur Essener Hafenbahn. Dort steht sie seitdem im Rangierdienst im Einsatz.
Obwohl die Probeeinsätze dieser fünf Lokomotiven durchaus positive Ergebnisse brachten, entschied sich die DB nicht zur Beschaffung einer neuen Rangierlok, sondern wickelte den Rangierbetrieb weiterhin mit den Loks der Baureihe V 60 ab. Ab 1997 wurde mit dem Probeeinsatz einer Lok des Typs MaK G 322 B als Baureihe 352 ein weiterer Anlauf gestartet, die V 60 zu ersetzen, auch dieser wurde jedoch ohne Ergebnis beendet, sodass die mittlerweile über 50 Jahre alten V 60 weiterhin an vielen Bahnhöfen im Rangiereinsatz anzutreffen sind.